# Guido Crepax

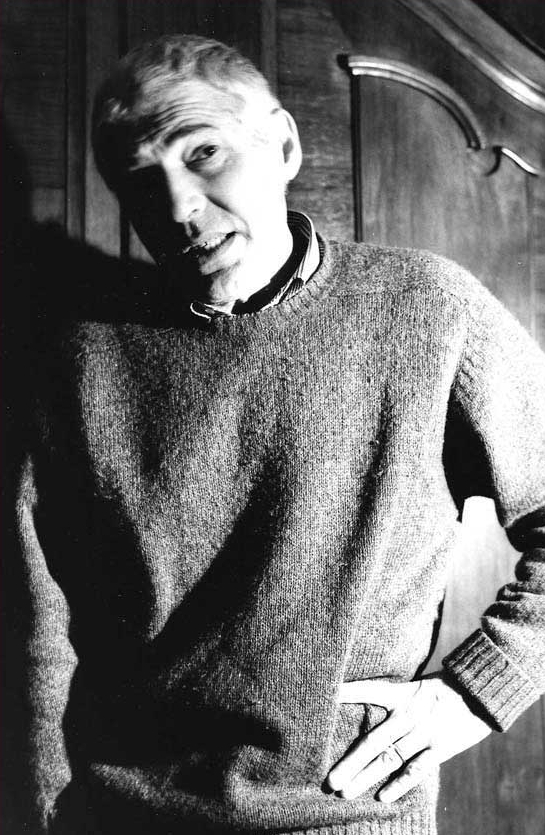
Guido Crepax, 1993

Guido Crepax (eigentlich Guido Crepas; * 15. Juli 1933 in Mailand; † 31. Juli 2003 ebenda) war ein italienischer Graphiker, der die Entwicklung des europäischen Erwachsenencomics in der zweiten Hälfte des 20. Jahrhunderts stark beeinflusst hat.

## Werdegang
Guido Crepax wuchs zunächst in Mailand auf. Bereits im Alter von zwei bis vier Jahren schnitt er Figuren aus Zeitungspapier aus, ohne diese vorgezeichnet zu haben. Wegen des Krieges übersiedelte seine Familie 1942 nach Venedig. Da Spiele nur schwer erhältlich waren, bastelte er sich die Figuren selbst und entwickelte eigene Regeln dafür, zum Teil inspiriert von amerikanischen Comics. 1945 kehrte die Familie nach Mailand zurück, wo Crepax als Zwölfjähriger den Film The Invisible Man von James Whale für den ersten eigenen Comic adaptierte.
Nach dem Besuch eines naturwissenschaftlichen Gymnasiums studierte Crepax in Mailand Architektur und promovierte dort 1958. Nebenbei arbeitete er als Illustrator von Buchumschlägen und Schallplattencovern. Dabei handelte es sich überwiegend um Veröffentlichungen der klassischen Musik und des Jazz. Sein erster Illustrationsauftrag war die Gestaltung eines Albumtitels für Fats Waller. 1957 zeichnete er Plakate für eine Werbekampagne des Ölkonzerns Shell und gewann damit die italienische Goldene Palme der Werbung. Seitdem hat Crepax für unterschiedliche Werbeagenturen und Zeitschriften gearbeitet, unter anderem entwarf er 200 Covers für die medizinische Fachzeitschrift Tempo Medico.
In der zweiten Ausgabe der Comic-Zeitschrift Linus begann er 1965 die Comicserie Neutron, eine Superheldengeschichte. Die Hauptfigur, der mit übersinnlichen Fähigkeiten ausgestattete Kunstkritiker Philipp Rembrandt, wurde bereits in der dritten Folge von der Reporterin Valentina abgelöst. Die Serie Valentina machte Crepax international bekannt. Ihr folgten die Heldinnen Bianca und Anita. Ab 1973 widmete sich Crepax der Umsetzung literarischer Vorlagen wie Geschichte der O, Justine, Emmanuelle und anderen. Für die französische Sach-Comic-Reihe La Découverte du Monde steuerte er die Bände über Francis Drake und Charles Darwin bei. In der Folge beschäftigte er sich überwiegend mit weiteren Adaptionen, Mary Shelleys Frankenstein war 2002 seine letzte Veröffentlichung.
Guido Crepax verstarb im Jahr 2003 im Alter von 70 Jahren an den Folgen der Multiplen Sklerose, gegen die er mehrere Jahre lang gekämpft hatte.

## Werk
Crepax fertigte überwiegend Schwarz-Weiß-Zeichnungen, die sich sehr an den Elementen der Pop-Art orientieren, dabei aber eine eigene Bildsprache entwickeln. Er bediente sich Techniken der Bildmontage, die aus Filmen bekannt sind und übernahm in seinen Comics Effekte wie Zoom und Kameraschwenks, Zeitlupen entstanden durch Bildhäufungen. Häufig zeigte er Nahaufnahmen, teilte seine Figuren auf und zeigte jeweils Details oder Körperteile in Einzelbildern. So folgen zum Beispiel einzelne Panels einem Kleidungsstück über die Brust, Bauch, Becken und Beine bis zum Boden. Zentrales Motiv jedes Panels ist das Kleidungsstück, das ausgezogen wird; der Körper und die vollständige Figur entstehen erst im Kopf des Lesers durch das Zusammensetzen der einzelnen Bilder. In dem Band Laterna Magica verzichtete Crepax 1979 vollständig auf beschreibenden Text und Dialoge. Erst 1980 entstanden farbige Abenteuer von Valentina und Anita.
Die letzten Veröffentlichungen waren 2015 Valentina und 2016 Valentina Underground im Avant-verlag.
Großen Einfluss auf sein Werk hatten die Arbeiten des Bondage-Künstlers John Willie, dessen Knotentechniken sich in einigen Werken wiederfinden.

### Valentina
Seine bekannteste Schöpfung ist die Figur der emanzipierten Foto-Reporterin Valentina, die Crepax 1965 nach dem Vorbild der von ihm verehrten Schauspielerin Louise Brooks schuf. Mit ihrer hellen Haut und dem dunklen Pagenschnitt diente sie 1926 bereits John Striebel als Vorlage für die Comicfigur Dixie Dugan. Crepax führte 1976 einen Briefwechsel mit ihr, in dem sie sich von seiner Darstellung geschmeichelt zeigte.
Valentina zeigt Nacktheit, Kleidungsfetischismus und Fesselspiele in verschiedenen Erzählebenen. Parallel werden die Realität, Träume und Erinnerungen gezeigt. Die Valentina-Serie wurde durch Crepax außergewöhnlichen Zeichenstil, ihre starke grafische Orientierung am Stil der 60er Jahre, traumähnliche Geschichten und ihren starken Gehalt an Erotik international bekannt.

### Bianca
Die Serie Bianca erzählt von den sexuellen Ausschweifungen der 15-jährigen Internatsschülerin Bianca, die in ihren Tagebuchaufzeichnungen Realität und Phantasie miteinander verspinnt.

### Geschichte der O
1973 erhielt Crepax von dem französischen Verleger Jean-Jacques Pauvert den Auftrag, die Geschichte der O zu adaptieren. Die Comicversion erschien 1975 in Frankreich und Italien, eine aufwändig im Siebdruckverfahren hergestellte signierte und nummerierte Edition im Format 52 × 36,5 cm mit Vorworten von Roland Barthes und Alain Robbe-Grillet gilt als der teuerste Erstdruck eines Comics. Die Geschichte der O in der Fassung von Crepax wurde auch in den USA, Japan und Brasilien veröffentlicht und ist sein meistverkauftes Buch. In Deutschland ist der Comic wie schon der Roman von Dominique Aury wegen des sadomasochistischen Inhalts und expliziter Gewaltdarstellungen von der Bundesprüfstelle für jugendgefährdende Medien auf den Index gesetzt worden.

## Veröffentlichungen

### Valentina-Serie
- Valentina (1968), Milano Libri
- Valentina speciale (1969), Milano Libri
- Valentina con gli stivali (1970), Milano Libri
- Baba Yaga (1971), Milano Libri, all’interno di Alì Baba Yaga
- Ciao Valentina! (1972), Milano Libri
- Valentina nella stufa (1973), Milano Libri
- Diario di Valentina (1975), Milano Libri
- A proposito di Valentina (1975), Quadragono Libri, editiert von Francesco Casetti
- Valentina in giallo (1976), Milano Libri
- Valentina assassina (1977), Milano Libri
- Ritratto di Valentina (1979), Milano Libri
- Riflesso di Valentina (1979), Arnoldo Mondadori
- Lanterna Magica (1979), Edizioni d’arte Angolare
- Valentina pirata (1980), Milano Libri, Farbe
- Valentina sola (1981), Milano Libri, Farbe
- Valentina, storia di una storia (1982), Olympia Press; nach  Die Geschichte des Auges von Georges Bataille
- Per amore di Valentina (1983), Milano Libri
- Io Valentina, la vita e le opere (1985), Milano Libri
- Nessuno (1990), Milano Libri
- Valentina e le altre (1991), Mondadori, collana Oscar
- Valentina, la gazza ladra (1992), Rizzoli-Milano Libri
- Valentina a Venezia (1992)
- E Valentina va… (1994), Rizzoli-Milano Libri
- Al diavolo, Valentina (1996)
- In arte… Valentina (2001), Lizard Edizioni nach; Die Geschichte des Auges von Georges Bataille
- Valentina (2003), Panini Comics

### Andere Heldinnen
- La casa matta (feat. Bianca, 1969), Edip
- Anita, una storia possibile (1972), Persona/Ennio Ciscato Editore
- Histoire d’O (1975), Franco Maria Ricci Editore, nach dem Roman Geschichte der O von Pauline Réage
- Emmanuelle (1978), Olympia Press, nach dem Roman von Emmanuelle Arsan
- Justine (1979), Olympia Press, nach dem Roman Justine oder das Unglück der Tugend von de Sade
- Hello, Anita! (1980), L’isola trovata, Farbe
- Belinda 1 & 2 (1983), Editori del Grifo
- I viaggi di Bianca (1984), Milano Libri, inspiriert durch den Roman Gullivers Reisen von Jonathan Swift
- Venere in pelliccia (1984), Olympia Press, inspiriert durch den Roman Venus im Pelz von Leopold von Sacher-Masoch.
- Bianca 2. Odesseda (1987), Editori del Grifo
- Emmanuelle l’antivergine (1990), Rizzoli
- Eroine alla fine: Salomé (2000), Lizard Edizioni

### Andere Arbeiten
- Neutron (1965), Linus-Magazin
- L’astronave pirata (1968), Rizzoli
- Il dottor Jekill (1972), Persona/Ennio Ciscato Editore
- Circuito interno (1977), Edizioni Tempo Medico
- Casanova (1977), Franco Maria Ricci Editore
- L’uomo di Pskov (1977), CEPIM (Sergio Bonelli Editore), Farbe
- L’uomo di Harlem (1979), CEPIM (Sergio Bonelli Editore)
- La calata di Macsimiliano XXXVI (1984), Editori del Grifo
- Conte Dracula (1987), Rizzoli-Milano Libri, nach dem Roman Dracula von Bram Stoker
- Dr.Jekyll e Mr.Hide (1987), Rizzoli-Milano Libri, nach dem Roman von Robert Louis Stevenson
- Giro di vite (1989), Olympia Press, nach dem Roman The Turn of the Screw von Henry James
- Nessuno (1990), Milano Libri
- Le clinicommedie (1990), Editiemme
- Il processo di Franz Kafka (1999), Piemme, nach dem Roman Der Prozess von Franz Kafka
- Frankenstein (2002), Grifo Edizioni, nach dem Roman von Mary Shelley

### Deutschsprachige Veröffentlichungen
- Valentina (1970), Lukianos-Verlag, Bern
- Bianca torturata (1971), H.M. Hieronimi Verlag, Bonn
- Valentina und Bianca torturata (1975), Zweitausendeins, Frankfurt am Main
- Geschichte der O (1977), Belrose Edition, Rotterdam
- Der Mann Aus Harlem (1979), Taschen Comics, Verlag
- Emmanuelle (1980), Bahia Verlag, München
- Justine (1980), Editions Belrose, Rotterdam
- Valentina in Stiefeln (1981), Bahia Verlag, München
- Valentina im Ofen (1981), Bahia Verlag, München
- Bianca (1982), Bahia Verlag, München
- Hello,  Anita (1982), Bahia Verlag,  München
- Die Geschichte der O n.2 (1985), Blue Circle,  Amsterdam
- Venus im Pelz (1986), Sombrero Verlag, Amsterdam
- Justine (1992), Edition Erotik, München
- Julia (1992), Schreiber & Leser, München
- Dr. Jekyll und Mr. Hyde (1996), Schreiber & Leser, München
- Valentina in Nadelstreifen (1997), Schreiber & Leser, München
- Valentina (2015), Avant, Berlin
- Valentina Underground (2016) Avant, Berlin

## Indizierungen
In Deutschland wurden mehrere Comics von Guido Crepax durch die Bundesprüfstelle für jugendgefährdende Schriften indiziert:
- Die Geschichte der O[5]
- Emmanuelle[6]
- Justine[7]
- Laterna Magica[8]
- Hello Anita[9]
- Valentina im Ofen[10]
- Valentina in Stiefeln[11]
- Venus im Pelz[12]
- Die Geschichte der O – Teil 2[13]

Heute stehen nur noch Die Geschichte der O und Venus im Pelz auf dem Index.